# George Bell
George Kennedy Allen Bell, född 4 februari 1883, död 3 oktober 1949, var en brittisk teolog och biskop i Engelska kyrkan
Bell blev 1924 domprost i Katedralen i Canterbury och biskop i Chichester stift 1929. Han tog verksam del i de kyrkliga ekumeniska strävandena och var medlem av den brittiska delegationen vid Ekumeniska mötet i Stockholm 1925. Bell höll på inbjudan av Olaus Petristiftelsen i Uppsala föreläsningar om nutida kyrkliga enhetssträvanden,och utgav The Stockholm conference (1925), den engelska officiella redogörelsen för ekumeniska mötet.